# Шведска на Летњим олимпијским играма 2016.
Шведска је учествовала на Летњим олимпијским играма 2016. које су одржане у Рио де Жанеиру у Бразилу од 5. до 21. августа 2016. године. Олимпијски комитет Шведске послао је 152 квалификованих спортиста у двадесет двс спорта. Освојено је једанаест медаља. Најуспешнија је била пливачица Сара Шестрем са три медаље.

## Освајачи медаља

### Злато
- Сара Шестрем — Пливање, 100 м делфин
- Јени Рисведс — Бициклизам, крос-кантри

### Сребро
- Ема Јохансон — Бициклизам, друмска трка
- Сара Шестрем — Пливање, 200 м слободно
- Маркус Свенсон — Стрељаштво, скит
- Хенрик Стенсон — Голф, мушки турнир
- Педер Фредриксон — Коњички спорт, прескакање препона
- Јонна Андерсон, Емилија Апелквист, Косоваре Аслани, Ема Берглунд, Стина Блакстениус, Хилда Карлен, Лиза Далквист, Магдалена Ериксон, Нила Фишер, Паулина Хамарлунд, Софија Јскобсон, Хедвиг Линдал, Фридолина Ролфо, Елин Рубенсон, Џесика Самуелсон, Лота Шелин, Каролин Сегер, Линда Сембрант, Оливија Скуг — Фудбал, женска репрезентација

### Бронза
- Сара Шестрем — Пливање, 100 м слободно
- Јени Франсон — Рвање, слободни стил до 69 кг
- Софија Матсон — Рвање, слободни стил до 53 кг

## Учесници по спортовима
| Спорт         | Мушкарци | Жене | Укупно |
| ------------- | -------- | ---- | ------ |
| Атлетика      | 6        | 10   | 16     |
| Бадминтон     | 1        | 0    | 1      |
| Бициклизам    | 0        | 4    | 4      |
| Бокс          | 0        | 1    | 1      |
| Веслање       | 0        | 1    | 1      |
| Гимнастика    | 0        | 1    | 1      |
| Голф          | 2        | 2    | 4      |
| Дизање тегова | 0        | 1    | 1      |
| Једрење       | 4        | 3    | 7      |
| Кајак и кану  | 2        | 3    | 5      |
| Коњички спорт | 5        | 7    | 12     |
| Пливање       | 2        | 9    | 11     |
| Рвање         | 3        | 4    | 7      |
| Рукомет       | 14       | 14   | 28     |
| Стони тенис   | 3        | 2    | 5      |
| Стреличарство | 0        | 1    | 1      |
| Стрељаштво    | 3        | 0    | 3      |
| Теквондо      | 0        | 2    | 2      |
| Тенис         | 0        | 1    | 1      |
| Триатлон      | 0        | 1    | 1      |
| Фудбал        | 18       | 18   | 36     |
| Џудо          | 3        | 1    | 4      |
| 22 спорт      | 66       | 86   | 152    |